# Virming
Virming (Duits: Wirmingen) is een gemeente in het Franse departement Moselle in de regio Grand Est. De gemeente telde 295 inwoners op 1 januari 2022.

## Geschiedenis
De gemeente maakte tot 2015 deel uit van het arrondissement Château-Salins en kanton Albestroff. Toen op 22 maart 2015 het kanton werd opgeheven werden de gemeenten ervan opgenomen in het kanton Le Saulnois. Op 1 januari 2016 fuseerde het arrondissement met het arrondissement Sarrebourg tot het arrondissement Sarrebourg-Château-Salins.

## Geografie
De oppervlakte van Virming bedraagt 10,77 vierkante kilometer; Op 1 januari 2022 was de bevolkingsdichtheid 27,4 inwoners per km².
De onderstaande kaart toont de ligging van Virming met de belangrijkste infrastructuur en aangrenzende gemeenten.

## Demografie
Onderstaande figuur toont het verloop van het inwonertal.